# Stormfront
Stormfront – jedna z najpopularniejszych internetowych stron reprezentujących poglądy neonazistowskie i rasistowskie (biała supremacja). Powstała na początku lat 90. jako Bulletin Board System, obecnie posiada duże forum internetowe.
Stormfront jest często określany jako główna i pierwsza "witryna nienawiści" (ang. hate site).